# Martin Walsh
Martin Walsh (Manchester, 8 de novembro de 1955) é um editor e montador britânico. Venceu o Oscar de melhor montagem na edição de 2003 por Chicago.